# L'Arc-en-ciel (roman)
Pour les articles homonymes, voir Arc-en-ciel (homonymie).
L'Arc-en-ciel (The Rainbow) est un roman de l'écrivain britannique David Herbert Lawrence publié en 1915.

## Honneurs
- Il figure à la 48e place dans la liste des cent meilleurs romans de langue anglaise du XXe siècle établie par la Modern Library en 1998[1].